# Express Weekly
Junior Express puis TV Express est une revue de bandes dessinée publiée entre 1954 et 1962. C’est toutefois sous le nom d’Express Weekly, son titre de 1956 à 1960, qu’elle est la plus connue.

## Contexte
Si elle n’est pas la première revue de bandes dessinées à être créée après la Seconde Guerre mondiale, le magazine Eagle, de par son tirage phénoménal, va non seulement susciter des vocations, imitations mais va aussi servir de modèle.
Fleetway sera le premier à réagir en reprenant la formule et en lançant Lion en février 1952. C’est également un succès. Le temps de constater ces réussites, de préparer une réponse satisfaisante en recrutant les talents nécessaires et de choisir la meilleure période de lancement, à savoir la rentrée scolaire et nous voici en septembre 1954.
Deux revues vont être lancées quasi simultanément, Tiger le 11 septembre 1954 qui durera 1 555 numéros et Junior Express le 4 septembre 1954.
Junior Express est un journal du groupe Beaverbrook. Canadien d’origine William Maxwell Aitken a fait fortune dans la banque et a lancé ou racheté différents titres de presse dont Canadian Century et Montreal Gazette. C’est un millionnaire en livres qui arrive à Londres en 1910. Devenu député britannique la même année, il est fait chevalier par George V en 1911 et devient premier baron de Beaverbrook en 1917. Son premier coup d’éclat financier est le rachat du Daily Express fondé en 1900 par Sir Arthur Pearson. Mais devenu aveugle à la suite d'un glaucome en 1913, il cède ses parts au Canadien en 1916. En 1918, est lancé le numéro du dimanche, Sunday Express. À la fin des années 1940 le quotidien tire à 4 millions d’exemplaires. C’est donc un groupe puissant qui se lance dans l’aventure de la presse pour enfants.
Puisque Eagle a pour héros emblématique, Dan Dare un personnage de science-fiction, Junior Express aura aussi une bande de science-fiction, Jeff Hawke. Scion d’un journal d’information, la revue se veut aussi un magazine d’information pour enfants. Cette partie est progressivement réduite pour disparaitre au #39 qui devient Junior Express Weekly puis au #74 Express Weekly.
En 1956 la déconfiture de Rocket, magazine pour enfants, lancé par News of the World fit que les abonnés de ce journal furent rachetés par Express Weekly. Le dernier numéro de Rocket présentait d’ailleurs 3 séries d’Express, (The Bold and the Brave, Freedom is the Prize et Red Devil Dean)
Avec l’émergence de la télévision, le journal change de nom et devient TV Express au #286. De nouveaux personnages apparaissent issus des séries télévisées tel Danger Man ou encore Yogi Bear. Le dernier numéro, #375, parait le 6 janvier 1962 la revue est alors fusionné avec TV Comics.

## Les bandes dessinées

### Battle Brothers
Une série de science-fiction en couleur. La planche couleur, comme en format italien, s’étalait sur deux pages. Toutefois le dernier tiers de la double page à droite était réservée à des gags ou des visages de footballeurs de l’époque.
Signalons que vers la fin de la revue il y aura une autre bande de science-fiction, Sky Masters of the Space Force, en noir et blanc toutefois.

### Biggles
Bande d'aventures aériennes avec notamment certaines aventures dessinées par Ron Embleton.

### Colonel Pinto
Bande de guerre, en partie en couleur. Parue lorsque la revue était devenue TV Express et que les bandes d'aventures étaient plutôt axées sur la Seconde Guerre Mondiale. Parmi les autres bandes de guerre signalons S.A.S. The Men who Dared dont l'action se situe en Birmanie.

### Glory
Bande d’aventures maritimes en noir et blanc dessinée par Bill Mainwaring  et scénarisée par Gordon Coombs. Glory est un capitaine de navire qui se heurte aussi bien aux Hollandais qu’aux Français.
- Son of Glory
- Glory of the Gun Deck

La série sera remplacée par Evans of the Broke sur la vie d’Edward Evans, le fameux explorateur polaire anglais, avec le même dessinateur mais Trevor Christmas au scénario.
Parmi les autres bandes maritimes de l’époque de la marine à voile signalons également Captain Kidd (1959), The Queen’s Pirate sur la vie de Francis Drake, etc.

### Gun Law
Western en noir et blanc d’Harry Bishop basé sur la série TV américaine Gunsmoke avec comme héros Matt Dillon. A signaler qu’il s’agit d’aventures originales qui n’ont rien à voir avec celles américaines publiées par Dell Comics.

### Jeff Hawke
Créée par Sydney Jordan en 1955 comme strip quotidien dans le Daily Express, il était logique de le retrouver dans cette revue. La planche couleur s’étalait sur deux pages, tel un format à l’italienne et comportait 3 bandes d’inégales hauteurs. La particularité de la mise en page était que la quatrième bande de la page était dédiée soit à des publicités soit à des gags. Destiné à rivaliser avec Dan Dare d’Eagle.

### Jet Morgan
Egalement une bande de science-fiction. Exactement les mêmes remarques de présentation que pour Battle Brothers. Adaptation d’un feuilleton radio de la BBC.

### Lone Ranger
Une série en couleur avec le célèbre héros de western à partir du n° 205 (1958). A noter que la présentation se faisait sur une double page, format italien, mais la page était séparée en deux. En haut une rubrique de style éducatif en bas le Lone Ranger. A noter que la série ne reprenait pas de matériel américain et était complètement originale puisqu’elle était animée par  Mike Noble aux dessins et Robin Sherwood au scénario.
Au moins deux aventures, The Phantom Herd et Redskins’ Honour.

### Mark Fury
Une bande d’aventure en couleur dans l’Angleterre géorgienne créé par Peter Jackson (en) (1922-2003). Mark est le directeur d’une école de boxe à qui il arrive de multiples aventures et dont l’ennemi principal est La Taupe (The Mole). En quelque sorte une réponse au Jack O’Lantern d’Eagle.

### Montezuma’s Gold
Une série historique en noir et blanc sur ¾ de page signée C.L. Doughty pour les dessins et A. J. Cosser au scénario. Raconte la conquête du Mexique par Cortez.

### Red Devil Dean
Une histoire policière, The Million Pound a Week Men, puis une aventure africaine, The Crocodile Men, en noir et blanc dessinée par Desmond Eric Walduck (1922-1995) qui faisait partie de l’équipe chargée sous la direction de Frank Hampson de dessiner Dan Dare.
A noter que dans le deuxième épisode Red et Jerry se rendent à la demande des autorités en Afrique en pleine révolte des Mau-Mau, alors d’actualité.

### Rex Keene
Western en couleur d’Harry Bishop. Nombreuses aventures.

### Rodney Flood
Aventures contemporaines (1956) exotiques dans les îles des mers du sud dessinées par Mario Uggeri en noir et blanc.

### The Shetland Gang (1956)
Récit de guerre en noir et blanc tiré des souvenirs de Frithjof Salen. Nous sommes en 1942 lorsque des marins norvégiens réussissent à se réfugier en Ecosse. Là ils vont être entrainés par l’armée britannique pour une mission commando en Norvège dont l’objectif sera le Tirpitz.
Cette histoire fait partie d’une série plus générale intitulée The Bold and the Brave qui reprend divers aventures historiques comme par exemple Lawrence d’Arabie.

### Wulf the Briton
Bande d’aventures antiques en couleur créée par Jenny Butterworth au scénario et Ruggero Giovannini, bientôt remplacé par Ron Embleton. Elle commença sous le titre Freedom is the Prize.